# Meche Barba
Mercedes Barba Feito (Nova Iorque, 24 de setembro de 1922 – Cidade do México, 14 de janeiro de 2000) conhecida como Meche Barba, foi uma atriz e bailarina estadunidense-mexicana com larga carreira na idade conhecida Ouro do cinema do México nas décadas de 40 e 50. Foi considerado um dos ícones da "Rumberas film", filmes inspirados no ritmo de rumba. Ela é lembrada com o nome de "O Venus mexicano".

## Biografia
Meche era filha do ator de circo espanhol Antonio Barba. Ela começou sua carreira em Nova Iorque, com a idade de seis anos. No México, começou sua carreira como bailarina ao lado de sua irmã Carmen no show "Caras bonitas", com o comediante mexicano "El Panzòn Soto". Meche estreou em 1944 no filme "Rosalinda", também ao lado das dançarinas de rumba Ninón Sevilla e Maria Antonieta Pons. Seu estilo peculiar de dançar ritmos caribenhos, como rumba, mambo e chá-chá-chá deu a ela grande popularidade. Em 1946, a banda realiza "Humo en los Ojos" (assim começa a produção em massa de filmes de rumba), e em 1947 estrela o filme "Cortesana y Gran Casino", este último dirigido por Luis Buñuel.
Em 1950 ela começou uma série de colaborações cinematograficas com o ator e cantor Fernando Fernandes,]] com quem iria viver um romance fora da tela e que lhe deu seu único filho. Meche se retira do mundo dos espetaculos no final dos anos 50 para se dedicar a sua família. Na década de 80, o escritor de telenovelas Carlos Romero, a convenceu a voltar à televisão. A partir daí ela participou durante os anos 80 e 90 em várias telenovelas da atriz e cantora Thalía. Em 1992 ele retornou ao cinema e ganhou o "Prêmio Ariel" pelo seu desempenho no ano do filme, "Greta".
Meche atuou como Lupe em Quinceañera, primeira telenovela das atrizes Thalía e Adela Noriega (1987). Também esteve no elenco de Rosa Salvaje em 8 episódios no ano de 1988 como Mercedes. Novamente na telenovela María Mercedes de 1992 como Chonita, em Marimar, de 1994, e em María la del Barrio (1995) como Lupe, Meche atuou com ao lado de Thalía, certamente uma das atriz com quem mais atuou em  sua carreira.
Em La usurpadora, de 1998, protagonizada por Gabriela Spanic, Meche atuou como a sofrida dona Abigail Rosales, que vivia seus dramas com a afilhada Viviana. Já em Rosalinda atuou como Angustias no ano de 1999, mais uma telenovela em que atuou com Thalía. Todas estas telenovelas foram exibidas no Brasil pelo SBT em horário nobre atingindo elevados índices de audiência em suas primeiras exibições.
Entre tantos trabalhos, Meche Barba só ficou conhecida no Brasil a partir de sua atuação na novela Maria do bairro, na qual interpretava a personagem Lupe, que era governanta na mansão da família de la Vega.
Vítima de enfisema pulmonar, Meche Barba faleceu no dia 14 de janeiro de 2000, na Cidade do México. Seu último trabalho na televisão foi na telenovela Rosalinda, no ano de 1999.

## Filmografia
- "Rosalinda" (1999) .... Augusta
- "La usurpadora" (1998) .... Abigaíl Rosales
- "Mujer, casos de la vida real"
- "María la del Barrio" (1995) .... Lupe
- "Marimar" (1994) .... Dona Florinda
- "Sueño de amor" (1993)
- "Valentina" (1993)
- "Los años de Greta" (1992)  .... Gloria
- "María Mercedes" (1992)  .... Chonita
- "Amor y venganza" (1991)
- "Balada por un amor" (1990)
- "Rosa selvagem" .... Mercedes
- "Quinceañera" (1987) .... Lupe
- "El cristal empañado" (1987) .... Yolanda
- "Pobre juventud" (1986) .... Elvira
- "Principessa" (1984)  .... Elena
- "La Pobre Señorita Limantour" (1983)
- "Como negro" (1954) ..... Laura / Yolanda
- "Reportaje" (1953)
- "Mi papá tuvo la culpa" (1953)
- "La mujer desnuda (1953)
- "Ambiciosa" (1953)
- "Quiero vivir" (1953)
- "Póker de ases" (1952)
- "Cuándo los hijos pecan" (1952)
- "Yo fui una callejera" (1952)
- "Pasionaria" (1952) .... Lupita
- "Salón de baile" (1952)
- "Cuándo tú me quieras" (1951)
- "Acá las tortas" (1951) .... Maria
- "Casa de vecindad" (1951) .... Carmela
- "Amor vendido" (1951) .... Adriana
- "Si fuera una cualquiera" (1950)
- "Amor de la calle" (1950)
- "Cuando el alba llegue" (1950) .... Raquel
- "Venus de fuego" (1949)
- "Eterna agonía" (1949)
- "El pecado de Laura" (1949)
- "Lola Casanova" (1949)
- "Negra consentida" (1949)
- "Una mujer con pasado" (1949)
- "Lazos de fuego" (1948)
- "Cortesana" (1948)
- "Músico, poeta y loco" (1948)
- "Felipe fue desgraciado" (1947)
- "Gran Casino (Tampico)" (1947) .... Camelia
- "Humo en los ojos" (1946)
- "Loco y vagabundo" (1946) .... Virginia
- "El hijo de nadie" (1946) .... Refugio
- "Rancho de mis recuerdos" (1946)
- "Sota, D., caballo y rey" (1944)